# Wamweracaudia
Wamweracaudia ("ocas kmene Wamwera") byl rod poměrně velikého sauropodního dinosaura z čeledi Mamenchisauridae, žijícího v období svrchní jury (asi před 150 miliony let) na území dnešní východní Afriky (Tanzanie). Tento rod má velmi složitou historii, co se popisu a systematického zařazení týče.

## Historie
Fosilní pozůstatky tohoto dinosaura byly objeveny v letech 1909 až 1912 německým paleontologem Eberhardem Fraasem a jeho týmem. V roce 1929 byl popsán pod jménem Gigantosaurus robustus. V roce 1991 byl tento taxon přejmenován jako rod Janenschia. V roce 2019 byl pak přejmenován jako Wamweracaudia keranjei a bylo zjištěno, že se jedná o mamenchisaurida. Holotyp nese označení MB.R.2091.1–30, MB.R.3817.1 a MB.R.3817.2 a jedná se o sérii třiceti obratlů z přední a střední části ocasu.